# Acharya crassicornis
Acharya crassicornis är en fjärilsart som beskrevs av Moore 1882. Acharya crassicornis ingår i släktet Acharya och familjen nattflyn. Inga underarter finns listade i Catalogue of Life.